# Криничный (Воронежская область)
Криничный — хутор в Кантемировском районе Воронежской области России.
Входит в состав Осиковского сельского поселения.

## География

### Улицы
- ул. Садовая.